# Big Pokey
Big Pokey, nom de scène de Milton Powell, né le 29 novembre 1974 à Houston (Texas) et mort le 18 juin 2023 à Beaumont (Texas), est un rappeur américain. Il est associé à la musique chopped and screwed et est l'un des premiers membres du groupe Screwed Up Click (en).

## Biographie
Milton Powell naît le 29 novembre 1974.

### Carrière
Milton Powell se produit sous le nom de Big Pokey.
Il commence à rapper avec le producteur de Houston DJ Screw au début des années 1990, publiant des chansons sur de nombreuses mixtapes de DJ Screw. Big Pokey figure sur la mixtape de DJ Screw June 27th Freestyle, qui devient un album phare du hip-hop chopped and screwed,.
Big Pokey est l'un des membres les plus accomplis du groupe Screwed Up Click.
Son premier album complet, Hardest Pit in the Litter, sort au début de l'année 1999. L'année suivante, Pokey revient avec D-Game 2000, un autre album de rythmes 808 mid-tempo avec plusieurs de ses pairs de Houston comme invités. En 2001, il collabore avec les Wreckshop Wolfpack pour Tha Collabo et revient en 2002 avec un autre album solo, Da Sky's Da Limit. En 2004, un clip de la chanson de Pokey Who Dat Talkin Down est diffusé dans l'épisode pilote de la série de HBO Entourage. En 2005, Pokey participe au titre Sittin' Sidewayz de Paul Wall, qui atteint la 93e place du Billboard Hot 100 aux États-Unis.

### Mort
Alors qu'il donnait un concert à Beaumont, le soir du 17 juin 2023, Big Pokey s'effondre sur scène. Des témoins se précipitent pour l'aider avant qu'il ne soit transporté dans un hôpital voisin. Malgré une prise en charge rapide, le rappeur n'a pas survécu. Les autorités annoncent sa mort le matin du 18 juin 2023.
Pour le Los Angeles Times, le rappeur pionnier de Houston a contribué à transformer la scène hip-hop de la ville.

## Discographie

### Albums studio
| Année | Titre                                                                | Meilleures positions dans les hit-parades | Meilleures positions dans les hit-parades | Meilleures positions dans les hit-parades |
| Année | Titre                                                                | Top R&B/Hip-Hop Albums                    | Albums indépendants                       | Albums heatseekers                        |
| ----- | -------------------------------------------------------------------- | ----------------------------------------- | ----------------------------------------- | ----------------------------------------- |
| 1999  | Hardest Pit in the Litter - Label: Chevis Entertainment              | 72                                        | —                                         | 47                                        |
| 2000  | D-Game 2000 - Label: Chevis Entertainment                            | 71                                        | 31                                        | 38                                        |
| 2001  | Tha Collabo (with The Wreckshop Wolfpack) - Label: Wreckshop Records | 74                                        | 21                                        | 31                                        |
| 2002  | Da Sky's Da Limit - Label: Wreckshop Records                         | 47                                        | 46                                        | 46                                        |
| 2008  | Evacuation Notice - Label: Koch Records                              | 75                                        | —                                         | —                                         |
| 2021  | Sensei - Label: Mob Style Music Group, Win Or Regret, SoSouth        | —                                         | —                                         | —                                         |

### Mixtapes
- 2003: Mob 4 Life (avec Chris Ward)
- 2004: A Bad Azz Mix Tape Vol. 3
- 2004: The Best Of Big Pokey II (8ighted & Chopped)
- 2005: Since The Grey Tapes Vol. 3 (avec Lil' Keke)
- 2007: On Another Note
- 2008: Keep On Stackin, Vol. 3: Smoked Out... Beatin!!! (avec Lil C)
- 2008: Screwed Up Gorillaz (avec E.S.G.)
- 2010: Warning Shot